# Syndrome myogène
Le syndrome myogène, ou syndrome myopathique, est l'ensemble des symptômes et des signes résultant d'une maladie du muscle strié lui-même (myopathie).
Le syndrome myogène traduit une affection primitive des fibres musculaires, caractérisée cliniquement par l'association d'une perte de force, avec sensation de faiblesse, avec une modification du volume musculaire, et des anomalies de la contraction ou du relâchement. Selon la maladie sous-jacente, le syndrome myogène va concerner plutôt la musculature axiale ou la musculature périphérique, et va être ou non symétrique et systématisée. Le réflexe idiomusculaire est aboli, mais les réflexes ostéo-tendineux sont généralement conservés en absence d'amyotrophie majeure.
Les rétractions musculaires sont responsables de déformations articulaires : marche en équin pour le triceps sural, flexum du coude pour les muscles du bras, ou encore rigid spine syndrome pour les muscles paravertébraux. 
Le volume musculaire est modifié. Il s'agit généralement d'une amyotrophie sur le territoire où la perte de force est observée. L'hypertrophie musculaire, elle, est due à l’augmentation compensatrice du nombre et de la taille des fibres. Elle peut être localisée, généralement au niveau des mollets, ou parfois être généralisée.
Les douleurs (myalgies) peuvent être présentes au repos ou, plus rarement, à l'effort. Dans ce dernier cas, une myoglobinurie et une rhabdomyolyse doivent être recherchées.
Enfin, une myotonie peut également être associée. Il s'agit d'un retard à la décontraction musculaire, qui peut apparaître après certains efforts et à la percussion du muscle. Elle est souvent aggravée par le froid, et améliorée par la répétition du geste.